# Barbudos

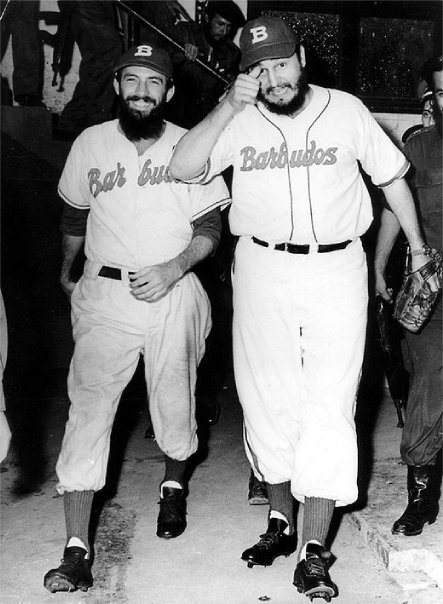
Fidel Castro et Camilo Cienfuegos avant un match de baseball. Leurs maillots portent l'inscription « Barbudos » (vers 1959).

Barbudos (de l'espagnol barbus) est le surnom donné aux forces rebelles de la révolution cubaine durant les années 1950, car ils n'avaient pas l'occasion de se raser. Ce terme leur est resté après la prise du pouvoir en 1959, même si certains d'entre eux avaient rasé leur barbe depuis.

## Barbudos célèbres
- Fidel Castro
- Che Guevara
- Camilo Cienfuegos
- Raúl Castro

## Écho
Lors de leur grève de 1961, les mineurs de Decazeville affichaient des portraits de Che Guevara dans la mine et se laissaient pousser la barbe, à l'imitation des barbudos de Cuba